# Euptoieta thekla
Euptoieta thekla är en fjärilsart som beskrevs av Hall 1919. Euptoieta thekla ingår i släktet Euptoieta och familjen praktfjärilar. Inga underarter finns listade i Catalogue of Life.